# Neocteniza
Genre
Neocteniza est un genre d'araignées mygalomorphes de la famille des Idiopidae.

## Distribution
Les espèces de ce genre se rencontrent en Amérique du Sud et en Amérique centrale.

## Liste des espèces
Selon World Spider Catalog (version 14.5, 2014) :
- Neocteniza agustinea Miranda & Arizala, 2013
- Neocteniza australis Goloboff, 1987
- Neocteniza chancani Goloboff & Platnick, 1992
- Neocteniza coylei Goloboff & Platnick, 1992
- Neocteniza fantastica Platnick & Shadab, 1976
- Neocteniza malkini Platnick & Shadab, 1981
- Neocteniza mexicana F. O. Pickard-Cambridge, 1897
- Neocteniza minima Goloboff, 1987
- Neocteniza myriamae Bertani, Fukushima & Nagahama, 2006
- Neocteniza occulta Platnick & Shadab, 1981
- Neocteniza osa Platnick & Shadab, 1976
- Neocteniza paucispina Platnick & Shadab, 1976
- Neocteniza platnicki Goloboff, 1987
- Neocteniza pococki Platnick & Shadab, 1976
- Neocteniza sclateri Pocock, 1895
- Neocteniza spinosa Goloboff, 1987
- Neocteniza subirana Platnick & Shadab, 1976
- Neocteniza toba Goloboff, 1987

## Publication originale
- Pocock, 1895 : Descriptions of new genera and species of trap-door spiders belonging to the group Trionychi. Annals and Magazine of Natural History, sér. 6, vol. 16, p. 187-197 (texte intégral).